# Kuang Si Falls
Kuang Si Falls (engelska: Kouangxi Water Fall) är ett vattenfall i Laos.   Det ligger i provinsen Louang Prabang, i den nordvästra delen av landet, 210 km norr om huvudstaden Vientiane. Kuang Si Falls ligger 496 meter över havet.
Terrängen runt Kuang Si Falls är lite bergig. Runt Kuang Si Falls är det ganska tätbefolkat, med 104 invånare per kvadratkilometer. I omgivningarna runt Kuang Si Falls växer i huvudsak städsegrön lövskog.